# New York University
New York University (NYU) este o universitate privată de cercetare fondată în anul 1831 în cartierul Greenwich Village din orașul New York. Cu timpul, la campusul istoric s-au adaugat unități noi, formând o rețea universitară globală. Campusurile NYU Abu Dhabi și NYU Shangai conferă diplome universitare de absolvire; alte 12 centre academice din Accra, Berlin, Buenos Aires, Florența, Londra, Los Angeles, Madrid, Paris, Praga, Sydney, Tel Aviv și Washington, D.C. oferă posibilități de studiu.